# Городское поселение Томилино
Городско́е поселе́ние Томи́лино — упразднённое в 2017 году муниципальное образование (городское поселение) упразднённого Люберецкого муниципального района Московской области. 
Городское поселение образовано в 2005 году, включило рабочий посёлок Томилино и ещё 9 населённых пунктов, административно ему подчинённых. Крупнейший населённый пункт, в котором расположена администрация поселения — рабочий посёлок Томилино. Глава администрации муниципального образования поселок Томилино — Дворников Игорь Николаевич. Председатель Совета депутатов — Богданова Евдокия Николаевна.

## Географические данные
Общая площадь — 23,60 км². Муниципальное образование находится в центральной части Люберецкого района, и граничит:
- с районом Некрасовка города Москвы (на севере),
- с городским поселением Красково (на востоке),
- с городским поселением Малаховка (на востоке),
- с Раменским районом (на востоке),
- с городским поселением Октябрьский (на востоке),
- с городским поселением Люберцы (на юге, западе и северо-западе).

## Население
| 2006    | 2007    | 2008    | 2009    | 2010    | 2011    |
| ------- | ------- | ------- | ------- | ------- | ------- |
| 28 441  | ↗31 261 | ↘29 318 | ↗31 641 | ↗33 063 | ↗33 479 |
| 2012    | 2013    | 2014    | 2015    | 2016    | 2017    |
| →33 479 | ↗33 743 | ↘33 737 | ↗33 823 | ↗34 002 | ↗34 250 |

## История
История поселения восходит к середине XIX века, когда здесь было создано поместье Томилиных - богатой и влиятельной семьи. В начале XX века поместье было переоборудовано в усадьбу, которая привлекала многих знаменитостей и богатых людей того времени.
В период Великой Отечественной войны "Томилино" был оккупирован немецкими войсками, но после освобождения стал центром восстановления и развития района. В 1950-х годах началось строительство новых жилых кварталов и инфраструктуры, что способствовало развитию поселения как привлекательного места для проживания.
В настоящее время "Томилино" - это современное городское поселение с развитой инфраструктурой, многочисленными магазинами, школами и детскими садами. Здесь также находятся парки и зоны отдыха.
Сегодня "Томилино" является одним из самых динамично развивающихся населенных пунктов Люберецкого района.
Муниципальное образование «городское поселение Томилино» в существующих границах было образовано на основании закона Московской области «О статусе и границах Люберецкого муниципального района и вновь образованных в его составе муниципальных образований». В его состав вошли 10 населённых пунктов.
8 января 2017 года поселение упразднено вместе с преобразованием Люберецкого муниципального района в городской округ.

## Населённые пункты
В состав поселения входят 10 населённых пунктов:
| Вид             | Наименование | Население, чел. (2006) | ОКАТО          | Административная единица                                       |
| --------------- | ------------ | ---------------------- | -------------- | -------------------------------------------------------------- |
| посёлок         | Егорово      | 255                    | 46 231 573 002 | посёлок, административно подчинённый рабочему посёлку Томилино |
| посёлок         | Жилино-1     | 256                    | 46 231 573 003 | посёлок, административно подчинённый рабочему посёлку Томилино |
| посёлок         | Жилино-2     | 170                    | 46 231 573 004 | посёлок, административно подчинённый рабочему посёлку Томилино |
| деревня         | Кирилловка   | 314                    | 46 231 573 008 | деревня, административно подчинённая рабочему посёлку Томилино |
| посёлок         | Мирный       | 302                    | 46 231 573 006 | посёлок, административно подчинённый рабочему посёлку Томилино |
| деревня         | Токарево     | 491                    | 46 231 573 007 | деревня, административно подчинённая рабочему посёлку Томилино |
| рабочий посёлок | Томилино     | 30 597                 | 46 231 573     |                                                                |
| деревня         | Хлыстово     | 5                      | 46 231 573 009 | деревня, административно подчинённая рабочему посёлку Томилино |
| деревня         | Часовня      | 247                    | 46 231 573 005 | деревня, административно подчинённая рабочему посёлку Томилино |
| посёлок         | Чкалово      | 401                    | 46 231 573 001 | посёлок, административно подчинённый рабочему посёлку Томилино |